# 축구공
축구공(蹴球-)은 축구 경기에 사용하는 공을 말한다. 실제로 공차고 하지만 게임에서도 공차고한다
축구가 하나의 놀이로서 처음 생겼을 때 사용된 공 혹은 발로 차기 위한 도구로 아마 천이나 짚으로 뭉친 덩어리가 쓰였을 것으로 여겨진다. 축구와 유사한 운동이 존재한 몇몇 나라에서는 돼지의 오줌보 등도 사용되었다.
축구가 공식적으로 경기의 모습을 갖추고 인간 기술이 발달함에 따라 바람을 넣어 크고 둥근 모양으로 만든 축구공이 고안되었다. 예전에는 공의 껍질의 재료로 가죽이 쓰였으나 오늘날에는 수중 경기에도 일정한 공의 무게 유지에 적합한 조합성 재료가 있다.

## 규격
공의 무게: 410 ~ 450 그램
공의 둘레: 68 ~ 70센티미터

## 축구공의 역사

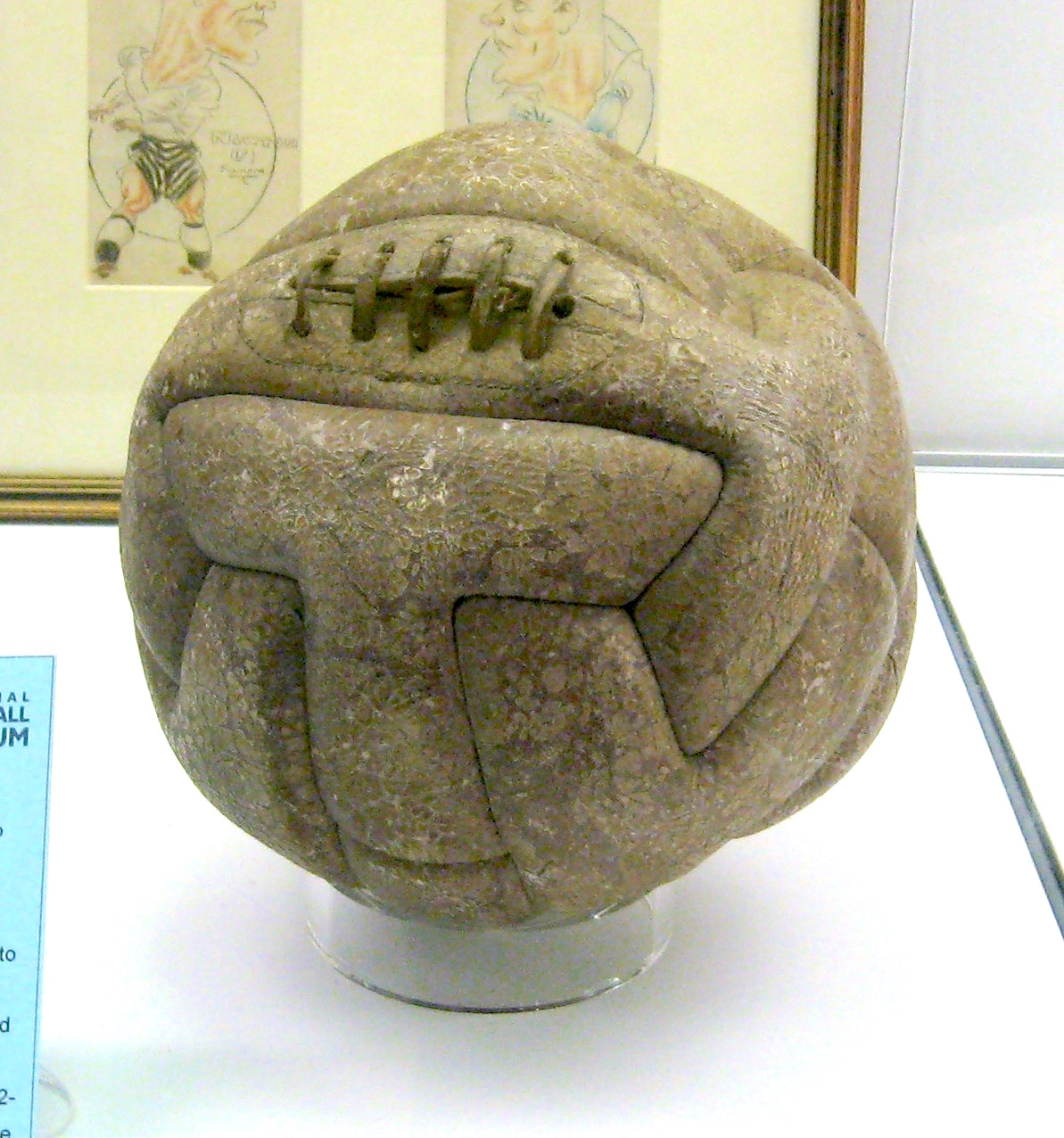
1930년 FIFA 월드컵 결승전에 쓰였던 우루과이의 가죽 축구공

### 생산
현재 세계에서 생산되는 손바느질로 만들어진 축구공의 70%~80%가 인도에서 제조된다.
이러한 축구공의 제조는 가내 수공업으로 만들어져, 그 과정에서 학령기의 아동이 축구공 생산에 종사하였으며, 이 일이 1990년대 중반부터 국제적인 문제가 되었다. FiFA는 유니세프 동의 하에 1998년 FIFA 월드컵부터 아동의 노동으로 만들어진 손바느질 축구공을 사용하지 않기로 결정했다.

### 가죽
옛날의 축구공은 소가죽으로 만들어졌기에, 비 등으로 인해 수분을 흡수하면 무거워졌다. 1986년 FIFA 월드컵부터 인조 합성 가죽으로 만들어진 축구공이 사용되게 되었으며, 이로 인해 날씨에 의한 영향을 적게 받게 되었다.

### 외부 구조
1960년대까지는 12장이나 18장의 가늘고 긴 가죽으로 된 공(게일릭 풋볼과 같은 공모양, 배구공과 닮아 있다)이 일반적이었다. 1960년대가 되자, 검게 칠한 오각형 가죽 12장, 희게 칠한 육각형의 가죽 20장으로 이루어진 깎은 정이십면체의 공이 등장했다. 월드컵에서는 1970년 FIFA 월드컵부터 이 공(텔스타)이 채용되었다. 이것은 아디다스가 대회의 스폰서가 되어 공을 제공하기 시작한 때와 같다. 이 모양은 아디다스 이외의 제조사에서도 채용하게 되었으며, 축구공이라고 하면 보통 이 모양을 가리키게 된다. 그 이후 오랜 기간 동안 표면 디자인은 변했지만 오각형과 육각형의 조합은 계속 이어졌다.
2006년 FIFA 월드컵에서 아디다스에서 제공한 팀가이스트(+Teamgeist)는 지금까지의 공과 전혀 다른 구조로, 외부 패널은 14장 구조로서 보다 구형에 가까운 디자인으로 바뀌었다. 2010년 FIFA 월드컵의 공인구인 자블라니는 8개의 조각으로 이루어져 더욱 구형에 가깝게 되었으나, 골키퍼들이 너무 막기 힘든 공이였기 때문에 논란이 있었다.
2014년 FIFA 월드컵에서는 공인구 브라주카가 6개의 패널로 이루어져 점점 더 공이 구의 모양으로 변하고 있다고 할 수 있게 됐다.

### iC칩 내장 축구공
골이나 라인 판정 미스를 막기 위해 iC칩이 내장된 축구공 사용이 검토되고 있다. 2005년 페루에서 개최된 FiFA 청소년 월드컵 대회에서는 아디다스가 개발한 iC칩이 내장된 축구공이 시험적으로 사용되었으나, 오작동이 많아 2006년 FIFA 월드컵에서는 채용되지 않았다. 하지만 2014년 FIFA 월드컵에서는 아디다스에서 iC칩이 내장되어 골라인 판정과 라인미스 등을 막는다. 특히 2022년 FIFA 월드컵에서는 오프사이드 판독 기능이 탑재된 iC칩이 내장되어 사우디아라비아 축구 국가대표팀이 이를 교묘히 잘 이용했다.

## 축구공의 종류

### 크기에 따른 종류
축구공의 종류는 0호부터 5호까지 다양하다. 크기에 따라 호 수가 붙여지며, 그에 따라 용도와 권장 이용자 나이 또한 달라진다.

#### 경기, 시합용 볼
- 5호 공 (지름 약 22 cm) : 가장 많이 볼 수 있는 사이즈의 축구공 규격으로, 월드컵 공인구의 사이즈이다. 12세 이상 나이부터 사용하는 것이 바람직하다.
- 4호 공 (지름 약 17~21 cm) : 8~12 세 나이의 초등학생 축구 경기에서 사용되거나, 성인 풋살용 공으로 사용된다.

#### 스킬볼
- 0호 공 (지름 약 12 cm) : 아디다스에서만 나오는 크기의 규격으로, 볼을 다루는 기술을 연습하는데 사용된다.

- 1호 공 (지름 약 14~15 cm) : 0호 공과 마찬가지의 스킬볼로써 볼을 다루는 기술을 연습하는데 사용된다. 가장 대중적인 사이즈의 스킬볼이다.
- 2호 공 : 1호 공과 비슷한 사이즈의 연습용 볼, 1호 공에 비해서 많이 생산되지 않는다.

#### 그 외
- 3호 공 : (지름 약 18.5 cm) : 7세 이하의 어린이들이 사용하기에 적합한 공으로, 시합용이나 스킬볼 용도로는 잘 사용되지 않는다.
- 관상용 공 : 때로는 축구공을 관상용으로도 가치를 두기도 하는데 유명 선수들이나 감독들의 싸인이 적힌 축구공이나 경기장에서 선수들에게 직접 받은 공, 역사적인 의미가 담긴 축구공 등이 대표적이다.

## 같이 보기
- 깎은 정이십면체: 일반적인 축구공의 형태와 같다.
- 공인구
- FIFA 월드컵 공인구

- 럭비공
- 축구화